# Campionatul de Fotbal al României 1910-1911
Sezonul 1910-1911 a fost cea de-a doua ediție a Campionatului de Fotbal al României și 
a purtat numele de Cupa Asociațiunii Române de  foot-ball (Hans Herzog) după trofeul oferit de Hans Herzog finanțatorul echipei Olimpia București. A început în octombrie 1910 și s-a terminat în februarie 1911. Competiția a cuprins trei cluburi: Colentina și Olimpia din București, și United din Ploiești. Olympia București a devenit dublă campioană și a primit Cupa Herzog, sau Cupa de Argint, numită astfel deoarece trofeul donat de președintele de atunci al clubului Olimpia, Hans Herzog, era făcut din argint. Inițial, competiția trebuia să se desfășoare tur-retur, dar au avut loc doar patru partide.

## Informații
Meciurile au fost arbitrate de căpitanii echipelor care nu jucau în respectiva întâlnire.

### Rezultate
| 17 octombrie 1910 | United Ploiești | 1 – 4 | Olympia | La Sosea, Ploiești Arbitru: Matthews (Colentina) |
| 17 octombrie 1910 |                 |       |         | La Sosea, Ploiești Arbitru: Matthews (Colentina) |

| 26 octombrie 1910 | Olympia | 2 – 1 | Colentina | Bolta Rece, București Arbitru: Brazier (United) |
| 26 octombrie 1910 |         |       |           | Bolta Rece, București Arbitru: Brazier (United) |

| 6 februarie 1911 | United Ploiești | 4 – 2 | Colentina | La Șosea, Ploiești Arbitru: Charles Viereck (Olimpia) |
| 6 februarie 1911 |                 |       |           | La Șosea, Ploiești Arbitru: Charles Viereck (Olimpia) |

| 6 februarie 1911 | Olympia | 1 – 1 | United Ploiești | Olympia, București Arbitru: Matthews (Colentina) |
| 6 februarie 1911 |         |       |                 | Olympia, București Arbitru: Matthews (Colentina) |

## Clasament
| Loc | Echipă          | Pct. | MJ | V | E | Î | GM | GP | GA    | Note               |
| --- | --------------- | ---- | -- | - | - | - | -- | -- | ----- | ------------------ |
| 1.  | Olympia (C)     | 5    | 3  | 2 | 1 | 0 | 7  | 3  | 2,333 | Campioana României |
| 2.  | United Ploiești | 3    | 3  | 1 | 1 | 1 | 6  | 7  | 0,857 |                    |
| 3.  | Colentina       | 0    | 2  | 0 | 0 | 2 | 3  | 6  | 0,500 |                    |

| Câștigătorii Cupei Hans Herzog ediția 1910/1911 |
| ----------------------------------------------- |
| Olympia București Al 2-lea Titlu                |